# Capacità contributiva
La capacità contributiva è un principio fondamentale del diritto tributario, espressamente sancito dall'art. 53 della Costituzione, che può avere due significati:
- dal punto di vista dello Stato, significa che le leggi tributarie non devono colpire fatti che non siano espressivi di capacità contributiva;
- dal punto di vista del contribuente, è una garanzia, in quanto il contribuente non può essere sottoposto all'imposizione, se non in presenza di fatti che esprimono capacità contributiva.

Nella sentenza n. 21 del 2005, la Corte costituzionale ha affermato «l'incertezza che attualmente contrassegna la nozione di capacità contributiva», a proposito della possibilità di annoverare fra gli indici di capacità contributiva anche parametri connessi con il diverso status sociale dei vari contribuenti.

## Capacità contributiva come forza economica
Negli anni '60 fu studiato il concetto di capacità contributiva come forza economica, cioè come possesso di ricchezza idoneo a giustificare il prelievo fiscale nell'interesse collettivo. Questa interpretazione è in parte basata sulla tradizione storico-costituzionale in materia di limiti al potere tributario: la Costituzione di Weimar faceva riferimento agli averi dei soggetti, lo Statuto albertino menzionava le cosiddette facoltà economiche. In entrambi i casi, si sanciva che nessuno poteva intaccare oltre certi limiti la disponibilità economica complessiva dei sudditi.
Nel vigente ordinamento giuridico italiano, il principio di capacità contributiva assicura che ogni prelievo sia giustificato da indici rivelatori di ricchezza, ai fini di una giusta ripartizione del carico fiscale.
La Corte costituzionale già dalla fine degli anni '60 è andata via via specificando il concetto di capacità contributiva come forza economica sul piano garantistico: per il giudice delle leggi, la capacità contributiva assicura che ogni prelievo sia giustificato da «indici concretamente rivelatori di ricchezza», e cioè assicura che sia colpita l'effettiva idoneità del soggetto al prelievo fiscale.
Non basta dunque il verificarsi del presupposto d'imposta, ma occorre che tale presupposto (ovvero il possesso di reddito) manifesti la situazione economica complessiva del contribuente, ai fini di una giusta ripartizione del carico fiscale. Non tutta la capacità economica è però capacità contributiva come è facile desumere dal principio dell'esclusione del minimo vitale.

## Indici di capacità contributiva
Sul piano sistematico, gli indici di capacità contributiva sono il reddito, il patrimonio, il consumo; a questi, si aggiungono la spesa complessiva, gli incrementi patrimoniali e gli incrementi di valore del patrimonio non legati a un'attività del soggetto passivo.

In presenza di questi indici, la prestazione tributaria trova la sua giustificazione nella mera possibilità economica (effettiva e reale, e non presunta o fittizia) di concorrere all'interesse collettivo, in ragione dell'esistenza di una ricchezza superiore alle esigenze dell'economia individuale.
Il patrimonio è uno stock di ricchezza a cui di solito corrisponde un flusso di reddito. Il reddito è un flusso destinabile al consumo e al risparmio, sia pure in proporzioni variabili da soggetto a soggetto. Il consumo è la quota del reddito non risparmiata.
Questi tre indici non vanno considerati alternativi: i moderni sistemi tributari, tra cui quello italiano li assumono contemporaneamente, anche se con diverso rilievo, in quanto ciascun indice ha caratteristiche proprie.
Con la sentenza n. 155 del 2001, la Corte costituzionale ha chiarito che «la capacità contributiva non presuppone l'esistenza necessariamente di un reddito o di un reddito nuovo, ma è sufficiente che vi sia un collegamento tra prestazione imposta e presupposti economici presi in considerazione, in termini di forza e consistenza economica dei contribuenti o di loro disponibilità monetarie attuali, quali indici concreti di situazione economica degli stessi contribuenti».

## Capacità contributiva come limite del legislatore
Il concetto di capacità contributiva come limite alla discrezionalità del legislatore tributario è stato introdotto dalla Cassazione nel 1946.

Di recente, con la sentenza n. 156 del 2001, la Corte costituzionale ha affermato che:
- «rientra nella discrezionalità del legislatore, con il solo limite della arbitrarietà, la determinazione dei singoli fatti espressivi della capacità contributiva che, quale idoneità del soggetto all'obbligazione di imposta, può essere desunta da qualsiasi indice che sia rivelatore di ricchezza e non solamente dal reddito individuale»;
- «nel caso dell'IRAP il legislatore, nell'esercizio di tale discrezionalità, ha individuato quale nuovo indice di capacità contributiva, diverso da quelli utilizzati ai fini di ogni altra imposta, il valore aggiunto, prodotto dalle attività autonomamente organizzate».

## Requisiti di effettività e attualità
La giurisprudenza costituzionale ha da sempre ribadito i requisiti di effettività e attualità (cfr. sentenza n. 44/1966) della capacità contributiva, censurando le presunzioni assolute in materia tributaria ed escludendo l'imponibilità del cosiddetto minimo vitale, che contraddicono a questi requisiti. Si pongono in questo ambito il problema del cosiddetto redditometro e quello più recente degli studi di settore, che si giustificano nel quadro della normativa antielusiva.
Per effettività si intende che il legame tra fatto rivelatore di capacità contributiva e tributo dev'essere effettivo e non apparente o fittizio.

## Imposte non collegate alla capacità contributiva
Storicamente vi sono state imposte non collegate alla capacità contributiva (ad es. imposta sul celibato, introdotta dal diritto romano e ripresa nell'epoca del Fascismo) e attualmente sembra che l'imposta di bollo sia congegnata in modo da prescindere dalla rilevanza economica dell'atto.
Analogo discorso si fa in materia di imposta di registro, che colpisce anche atti nulli o privi di capacità contributiva come i decreti ingiuntivi, le sentenze di fallimento, le locazioni di beni immobili e i tributi ipotecari.
In particolare, i tributi ipotecari colpiscono l'iscrizione di ipoteca, atto dal contenuto patrimoniale, ma privo di manifestazioni di forza economica, soprattutto se lo si guarda dal punto di vista del debitore insolvente.

## Deroghe al principio di capacità contributiva
Tutte le forme di riduzione del prelievo fiscale, rappresentate da una delimitazione del presupposto o della base imponibile, non si pongono come deroga al principio di capacità contributiva ma anzi ne sono attuazione.
Le agevolazioni e le esenzioni fiscali rappresentano invece delle vere e proprie deroghe all'operatività del principio di capacità contributiva.
La legge delega per la riforma tributaria 9 ottobre 1971, n. 825, raccomandava all'art. 9 che la materia delle esenzioni, delle agevolazioni e dei regimi fiscali sostitutivi rispondesse al criterio di «limitare nella maggior misura possibile le deroghe ai principi di generalità e di progressività dell'imposizione».
L'art. 9 della legge delega è stato attuato dal d.P.R. 29 settembre 1973, n. 601, contenente appunto la disciplina delle agevolazioni tributarie. Tale decreto ripartì sistematicamente le agevolazioni tributarie in:
- agevolazioni di carattere soggettivo
- agevolazioni di carattere territoriale
- agevolazioni per determinati atti, operazioni o beni tassativamente indicati.

La medesima nozione di agevolazione fiscale, come deroga ai principi di generalità e progressività dell'imposizione, è stata ripresa dalla legge delega n. 80 del 7 aprile 2003, per la riforma del sistema fiscale statale.
Poiché la capacità contributiva deve misurarsi con altri interessi diversi da quello di assicurare il gettito fiscale, l'agevolazione fiscale si giustifica solo laddove persegua una funzione extrafiscale riconosciuta dall'ordinamento. Solo in presenza di tale condizione può ammettersi una deroga al principio di capacità contributiva, che altrimenti risulterebbe violato, ponendosi l'agevolazione come un trattamento di favore concesso per situazioni soggettivamente od oggettivamente particolari e, quindi, in violazione del principio di uguaglianza economica di cui agli articoli 3 e 53 della Costituzione.